# نادي بنفيكا دي ماكاو
نادي بنفيكا دي ماكاو هو فريق لكرة القدم من ماكاو، وهو فريق ينافس حالياً في دوري النخبة. يعد حامل لقب الدوري أربع مرات. تأسس عام 1951.
في 21 أغسطس 2016 هزم بنفيكا دي ماكاو نادي روفرز الغوامي 4–2 في مباراة تأهيلية فاصلة لكأس الاتحاد الآسيوي 2017 في بيشكك. ويعد هذا أول فوز لنادي من ماكاو في أي مسابقة للاتحاد الآسيوي.